# طليعة الإنسولين
طليعة الإنسولين هي طليعة الهرمون التي تسبق مرحلة صنع الإنسولين في خلايا بيتا في جزر لانغرهانس. لدى البشر، يُرمز تصنيع الإنسولين من خلال جين INS. تفرز جزر لانغرهانس ما بين 1% إلى 3% من طليعة الإنسولين السليم. مع ذلك، ونظرًا لأن العمر النصفي لطليعة الإنسولين أطول من العمر النصفي للأنسولين بحد ذاته لذا فإنه يمكن احتسابه ضمن أي مكان من ال5-30% من البنى الشبيهة بالإنسولين الجوالة في الدوران. ترتفع مستويات طليعة الإنسولين في الدم بعد وجبة الطعام وتنخفض عند الصيام. بالإضافة إلى ذلك، وبالرغم من وجود اختلاف في البنى بين الإنسولين وطليعة الإنسولين فإن طليعة الإنسولين تظهر بعض التشابه للأنسولين عند اقترانها بالمستقبلات. نظرًا للتشابه النسبي في التركيب، فإن طليعة الإنسولين قادر على تفعيل 5-10% من الأنشطة استقلابية التي يفعلها الإنسولين.
طليعة الإنسولين هو آخر شكل بروتيني أحادي السلسلة تفرزه الخلايا قبل تقسيمه إلى الشكل النهائي للأنسولين. اكتشف طليعة الإنسولين بواسطة البروفيسور دونالد ف. شتاينر من جامعة شيكاغو في عام 1967.

## الاستمناع
عندما استُخلص الإنسولين سابقًا من بنكرياس الأبقار والخنازير لم يُنقّى من كل كمية طليعة الإنسولين الموجودة. عندما يستخدم بعض البشر هذا الإنسولين فإنه يتسبب في تفاعلات تحسسية في الجسم تتظاهر على شكل طفح جلدي، تشكل مقاومة على الإنسولين وظهور تنقرات وكتل مكان حقن الإنسولين. تعد هذه التفاعلات إصابات علاجية المنشأ ناتجة عن الاختلافات الطفيفة في طليعة الإنسولين بين الأصناف الحيوانية. منذ أواخر السبعينات، وعند إدخال أنسولين الخنازير عالي النقاء، والذي وصلت نسبة نقاءه إلى 99%، لم تعد التفاعلات التحسسية ذات أهمية سريرية. ومن الجدير بالذكر أيضًا، أنه وفيما يتعلق بتأثيرها على الحرائك الدوائية للأنسولين، فإن التراكيز المعتدلة لبعض الأجسام المضادة للأنسولين قد تكون، في الواقع، ذات تأثير إيجابي عند جميع مرضى السكري الذين لا يوجد لديهم إفراز داخلي للأنسولين (مثل الأشخاص المصابين بداء السكري من النمط 1) لأن الأجسام المضادة المرتبطة بالإنسولين تزيد فعالية ومعدل تصفية الإنسولين ومساحة توزيعه وبالتالي تساهم في إطالة عمره النصفي الدوائي والبيولوجي.

## الأهمية الطبية
تاريخيًا، كان محط تركيز العديد من الأمراض الاستقلابية المتعلقة بالإنسولين على الشكل النهائي للأنسولين. مع ذلك، وعلى مدار الوقت في السنوات الأخيرة، غدت أهمية دراسة بنية ووظيفة طليعة الإنسولين واضحة بشكل متزايد.

### داء السكري
يمكن أن تشير المستويات المتزايدة من طليعة الإنسولين في الدوران الدموي إلى بدء تشكل مقاومة على الإنسولين وبالتالي تطور الإصابة بداء السكري من النمط 2. تشمل المشاكل الأخرى المتعلقة بطليعة الإنسولين والتي يمكن أن تؤدي إلى الإصابة بداء السكري من النمط 2 حدوث طفرات في تعداد السيستين مما يمكن أن يؤثر على الطي بشكل صحيح. في حال سببت الطفرة تغيرات طفيفة فقط، فهذا سيؤدي إلى الضغط على قدرة الشبكة السيتوبلازمية على طي البروتين بشكل صحيح. من شأن هذا الضغط ومع مرور الوقت أن يتسبب في انخفاض عدد خلايا بيتا التي تنتج الشكل النهائي للأنسولين والتالي الإصابة بالداء السكري في نهاية المطاف.

### داء السكري لدى الأطفال حديثي الولادة
تعد طليعة الإنسولين بعد الولادة أمرًا جوهريًا بالنسبة لتنظيم الاستقلاب. مع ذلك، فإن طليعة الإنسولين لدى الولدان مهمة أيضًا في التطور الطبيعي لأعصاب العين وتطور القلب والمحافظة على الخلايا الجنينية بشكل عام. يعد تنظيم تركيز طليعة الإنسولين خلال التطور الجنيني أمر بالغ الأهمية إذ أن أي زيادة أو نقصان في الببتيد من شأنه أن يتسبب في حدوث عيوب وتشوهات أو تموت الجنين. وحتى الوقت الحالي، وبالنسبة لدراسة داء السكري لدى حديثي الولادة، فقد خَلُص إلى أنه فقط الطفرات التي تحدث تغيرات في الأحماض الأمينية المتوضعة ضمن المجال ب من شأنها أن تؤدي إلى الإصابة بالمرض.